# Cascade Falls
Die Cascade Falls sind ein Wasserfall im Abel-Tasman-Nationalpark auf der Südinsel Neuseelands. Er liegt im Lauf des Tregidga Creek, der einige hundert Meter hinter dem Wasserfall in die Torrent Bay mündet, eine Nebenbucht der Tasman Bay / Te Tai-o-Aorere. Seine Fallhöhe beträgt rund 14 Meter.
An der Torrent Bay zweigt vom Abel Tasman Coast Track der Falls River Track nach Nordnordwesten ab. Über diesen ist der Wasserfall in etwa einer Stunde erreichbar.